# Darude
Darude, właśc. Ville Virtanen (ur. 17 lipca 1975 w Eura) – fiński DJ i producent muzyczny.
Zainteresowanie muzyką wykazywał od najmłodszych lat. Podczas studiów na politechnice w Turku (Turun ammattikorkeakoulu), na imprezie odtwarzał swój ulubiony utwór: "Rude Boy" Leila K. Z tego powodu przyjaciele zaczęli nazywać go "Rudeboy", później "the Rude", "da Rude" i w końcu Darude.
Jego kariera rozpoczęła się w 1996, kiedy kupił pierwszy komputer i zaczął tworzyć muzykę elektroniczną za pomocą prostych, darmowych programów. W latach 1997–1998 wysyłał swoje prace do radiostacji w Finlandii, ale w odpowiedzi dostawał tylko dobre opinie.
W 1999 spotkał w Turku swojego idola, Jaakko JS16 Salovaarę, któremu dał swoje demo. Po tygodniu zaczęli współpracę i w niedługim czasie ukazał się singel Villego "Sandstorm", który utrzymywał się przez 17 tygodni na pierwszym miejscu fińskiej listy przebojów. Singlem zainteresowała się wytwórnia Neo Records z Wielkiej Brytanii. Drugi singel "Feel the Beat" osiągnął jeszcze większą popularność na całym świecie. 1 września ukazał się album Before the Storm.
W 2019 wspólnie z Sebastianem Rejmanem reprezentował Finlandię w 64. Konkursie Piosenki Eurowizji w Tel Awiwie; z utworem „Look Away” zajęli ostatnie miejsce w półfinale.

## Dyskografia
Albumy
| Before the Storm                        | - Data: 18 września 2000 - Wydawca: 16 Inch Records, RCA, BMG  | 35 | 1  | 9 | 14 | 18 | 34 | - FIN: platynowa płyta |
| Rush                                    | - Data: 15 lipca 2003 - Wydawca: 16 Inch Records, BMG, RCA     | —  | 4  | — | —  | —  | —  |                        |
| Label This!                             | - Data: 24 października 2007 - Wydawca: Moon Records, HMC, WEA | —  | —  | — | —  | —  | —  |                        |
| Moments                                 | - Data: 14 sierpnia 2015 - Wydawca: Warner Music Finland       | —  | 31 | — | —  | —  | —  |                        |
| "—" oznacza, że album nie był notowany. |                                                                |    |    |   |    |    |    |                        |

Single
| "Sandstorm"                                      | 1999 | 3  | 6  | 3  | 6  | 1  | 1 | 83 | 14 | - FIN: platynowa płyta - USA: złota płyta - SWE: złota płyta - GER: złota płyta | Before the Storm         |
| "Feel the Beat"                                  | 2000 | 5  | 18 | 1  | 18 | 18 | 7 | —  | 25 |                                                                                 | Before the Storm         |
| "Out of Control"                                 | 2000 | 13 | 42 | 12 | 52 | —  | — | —  | 72 |                                                                                 | Before the Storm         |
| "Music"                                          | 2003 | —  | 77 | 1  | 51 | —  | — | —  | —  |                                                                                 | Rush                     |
| "Next to You"                                    | 2003 | —  | —  | 1  | —  | —  | — | —  | —  |                                                                                 | Rush                     |
| "My Game"                                        | 2007 | —  | —  | 4  | —  | —  | — | —  | —  |                                                                                 | Label This!              |
| "Tell Me"                                        | 2007 | —  | —  | 1  | —  | —  | — | —  | —  |                                                                                 | Label This!              |
| "In the Darkness"                                | 2008 | —  | —  | —  | —  | —  | — | —  | —  |                                                                                 | Label This!              |
| "Selfless" (feat. Blake Lewis)                   | 2008 | —  | —  | —  | —  | —  | — | —  | —  |                                                                                 | Dance4Life               |
| "I Rain (So Far Away)" (feat. Blake Lewis)       | 2008 | —  | —  | —  | —  | —  | — | —  | —  |                                                                                 | Label This! (US Edition) |
| "Beautiful Alien" (feat. AI AM)                  | 2015 | —  | —  | —  | —  | —  | — | —  | —  |                                                                                 | Moments                  |
| "Moments" (feat. Sebastian Rejman)               | 2016 | —  | —  | —  | —  | —  | — | —  | —  |                                                                                 | Moments                  |
| "Singularity" (with Zac Waters feat. Enya Engel) | 2017 | —  | —  | —  | —  | —  | — | —  | —  |                                                                                 | —                        |
| "Surrender" (with Ashley Wallbridge feat. Foux)  | 2018 | —  | —  | —  | —  | —  | — | —  | —  |                                                                                 | —                        |
| "Timeless" (feat. Jvmie)                         | 2018 | —  | —  | —  | —  | —  | — | —  | —  |                                                                                 | —                        |
| "Release Me" (feat. Sebastian Rejman)            | 2019 | —  | —  | —  | —  | —  | — | —  | —  |                                                                                 | —                        |
| "Superman" (feat. Sebastian Rejman)              | 2019 | —  | —  | —  | —  | —  | — | —  | —  |                                                                                 | —                        |
| "Look Away" (feat. Sebastian Rejman)             | 2019 | —  | —  | —  | —  | —  | — | —  | —  |                                                                                 | —                        |
| "—" oznacza, że singel nie był notowany.         |      |    |    |    |    |    |   |    |    |                                                                                 |                          |

## Nagrody i wyróżnienia
| Rok  | Kategoria             | Tytułem          | Nagroda    | Nota | Źródło |
| ---- | --------------------- | ---------------- | ---------- | ---- | ------ |
| 2000 | Hiphop/dance-tulokas  | Darude           | Emma-gaala | Laur | [ 29 ] |
| 2000 | Vuoden debyyttialbumi | Before the Storm | Emma-gaala | Laur | [ 29 ] |
| 2000 | Vuoden biisi          | "Sandstorm"      | Emma-gaala | Laur | [ 29 ] |